# Ivanich Miklós

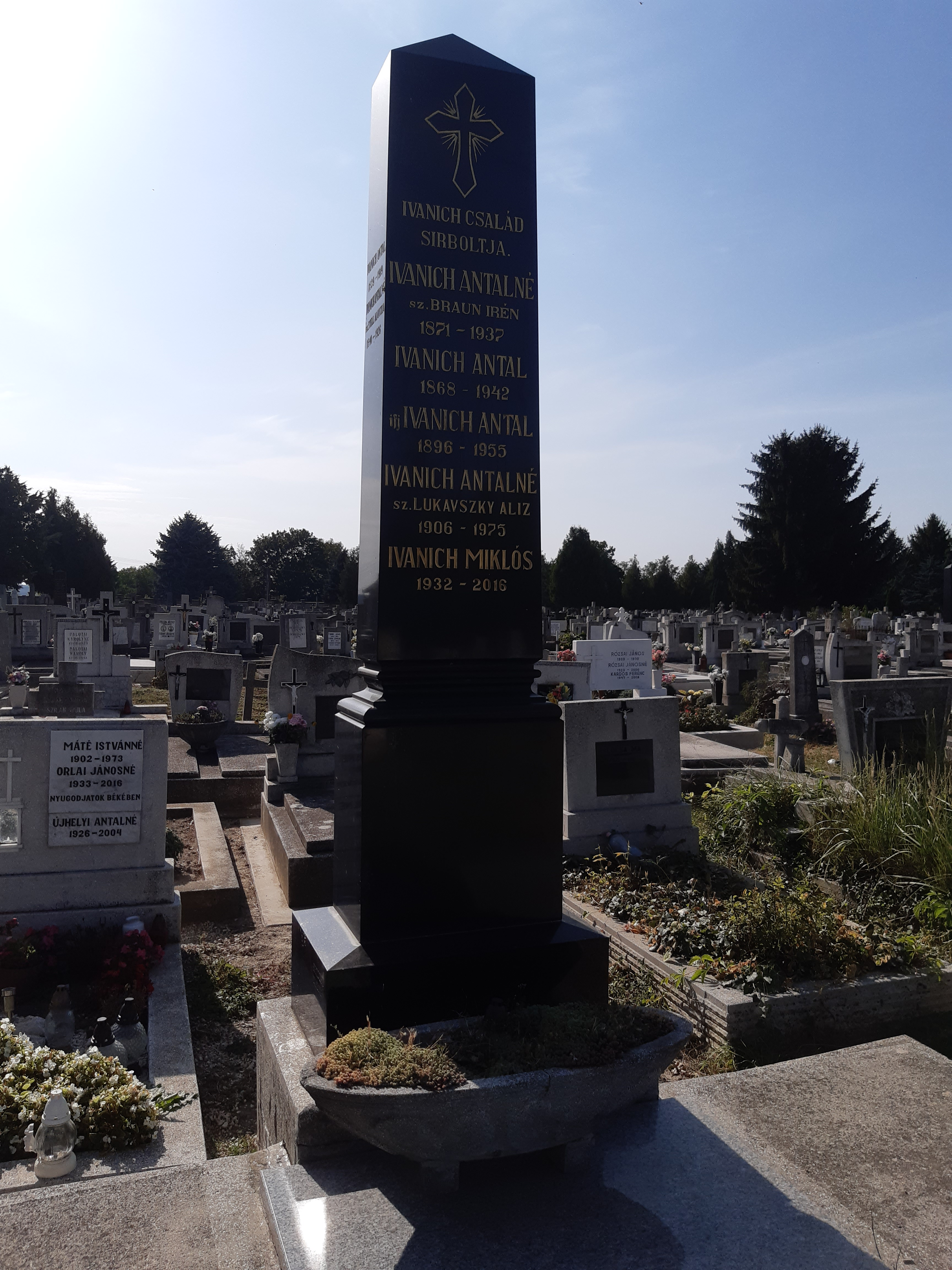
Az Ivanich család sírhelye Dombóváron

Ivanich Miklós (Dombóvár, 1932. augusztus 8. – Budapest?, 2016. szeptember) zongoraművész és -tanár.

## Életútja
Hatéves kora óta zongorázott, első zenetanára édesanyja volt. Középiskolai éveiből az első négy évet a Jézustársasági Pécsi Pius Jezsuita Főgimnáziumban végezte, majd a Pannonhalmi Bencés Gimnáziumba került, de a dombóvári gimnáziumban érettségizett 1950-ben. 1950–1956 között a budapesti Liszt Ferenc Zeneművészeti Főiskolán Ambrózy Béla professzor növendéke volt. 1956-ban emigrált Magyarországról és Párizsban telepedett le. 1964-ben Angliába költözik, a BBC nevű brit rádió szólistája lesz. 1966-tól az Egyesült Államokban élt. Vezető tanára lett a St. Louis-i Zenekonzervatórium zongora főtanszékének, majd később a Chicagói Zenekonzervatórium zongora tanszékének is. 2016-ban hunyt el Budapesten. Dombóváron, az Ivanich család közös sírjában temették el.

## Koncertjei

### Magyarországon
- Művelődési otthon - Dombóvár
- Zeneakadémia - Budapest
- Festetics kastély - Keszthely
- Magyar Rádió

### Külföldön
Belgium, Hollandia, Dánia, Svédország, Németország, Svájc, Ausztria, Algéria

## Díjai, elismerései
- Dombóvár város díszpolgára – 2005
- Kormánykitüntetés a magyar kultúra terjesztésért – 1993

## Emlékezete
- Síremléke Dombóváron – 2016
- Kerámia portré a Dombóvári Pantheonban - Ivanich üzletház árkádjának falán Dombóváron – 2012[3]
- Emlékfal az Illyés Gyula Gimnáziumban – 2011

## Kapcsolódó oldalak
- Híres dombóváriak listája
- Dombóvár közterületein található művészeti alkotások listája